# ArXiv
Trang web arXiv (phát âm a-kai từ chữ archive (nghĩa là lưu trữ), nếu như "X" là chữ cái Hy Lạp Chi, χ) là một cơ sở dữ liệu lưu trữ điện tử dạng tiền in ấn (hoặc nháp) của các bài báo khoa học trong các lĩnh vực toán học, vật lý, khoa học máy tính, sinh học định lượng và thống kê mà mọi người có thể truy cập miễn phí (phi thương mại) trên world wide web. Trong nhiều ngành của toán học và vật lý, hầu hết các bài báo khoa học đều được lưu ở arXiv. Ngày 3 tháng 10 năm 2008, arXiv.org vượt qua mốc lưu trữ nửa triệu bài báo, với gần 5 nghìn bản điện tử mới được thêm vào hàng tháng.

## Lịch sử
Trang arXiv được phát triển bởi Paul Ginsparg năm 1991 như là một kho lưu trữ cho các bản in trước trong vật lý và sau đó mở rộng để bao gồm thiên văn học, toán học, khoa học máy tính, khoa học phi tuyến, sinh học định lượng và gần đây nhất, thống kê. Trang web này rất nhanh chóng trở thành một nhu cầu cần thiết để bảo quản lâu dài của bản in trước. Thuật ngữ e-print được chấp nhận để mô tả các bài viết này. Ginsparg đã được trao học bổng MacArthur năm 2002 cho sự thành lập của ông về arXiv.
Ban đầu nó được lưu ở máy chủ tại phòng thí nghiệm quốc gia Los Alamos (ở xxx.lanl.gov, vì thế đây là tên cũ của nó, lưu trữ các bản in trước LANL) và bây giờ arXiv được tổ chức và điều hành bởi Đại học Cornell, với nhiều máy chủ ở khắp nơi trên thế giới. Trang web đổi tên và địa chỉ thành arXiv.org vào năm 1999 để cho linh hoạt hơn.
Sự tồn tại của trang web là một trong những yếu tố tác động dẫn đến sự chuyển động hiện tại trong việc xuất bản khoa học, được gọi là truy cập mở. Các nhà toán học và các nhà khoa học thường xuyên tải lên các bài viết của họ lên arXiv.org để có thể truy cập trên toàn thế giới và đôi khi để đánh giá trước khi chúng được công bố trên các tạp chí phản biện ngang hàng.
Các hoạt động của trang arXiv hiện đang được tài trợ bởi Đại học Cornell và bởi Quỹ Khoa học Quốc gia (National Science Foundation). Trong năm 2010, trường Cornell đã tìm cách mở rộng các nguồn tài trợ tài chính của dự án bằng cách kêu gọi các tổ chức, viện nghiên cứu đóng góp tự nguyện hàng năm dựa trên số lượng file tải về của mỗi tổ chức, mỗi viện. Đóng góp hàng năm sẽ thay đổi từ $ 2.300 đến $ 4.000, dựa vào cách sử dụng của mỗi tổ chức. Tính đến 16 tháng 2 năm 2010, 27 tổ chức và viện nghiên cứu đã cam kết hỗ trợ ngân sách trên cơ sở đó. Ngân sách hàng năm cho arXiv là $ 400.000 trong năm 2010.

## Quá trình duyệt
Mặc dù arXiv không có quá trình phản biện ngang hàng (peer review), nó có một nhóm giám khảo cho mỗi lĩnh vực để giám sát các bài viết được tải lên và họ có thể sửa đổi thể loại các bài viết mà họ cho là lạc đề.  Danh sách các giám khảo cho nhiều lĩnh vực được liệt kê công khai nhưng các giám khảo cho hầu hết các lĩnh vực của vật lý vẫn không được công khai.
Phần lớn các bài viết được đưa vào arXiv cũng đã được xuất bản trong các báo chí khoa học chuyên ngành, tuy nhiên có một số công trình, kể cả nhiều công trình có ảnh hưởng lớn, chỉ xuất bản ở dạng điện tử và chưa bao giờ được xuất bản trong các báo chí khoa học.  Một ví dụ nổi tiếng là sơ lược chứng minh giả thuyết hình học hóa của Thurston, trong đó có Giả thuyết Poincaré, được Grigori Yakovlevich Perelman tải lên vào tháng 11 năm 2002.  Perelman không chịu theo thủ tục phản biện ngang hàng, và nói rằng "Nếu ai muốn biết cách tôi giải bài, tất cả đều nằm đó [trên arXiv] - để họ lên đó mà đọc."
Tuy arXiv vẫn có một số e-print không đáng tin cậy, như một số công trình bác lại các định lý nổi tiếng hay chứng minh một giả thuyết nào đó như Định lý lớn Fermat mà lại sử dụng toán học trình độ cấp hai, những tài liệu kiểu này "hiếm gặp một cách đáng ngạc nhiên".